# Басангов Баатр Бадмайович
Баа́тр Бадма́йович Баса́нгов (1911, селище Пекерта — †1944) — калмицький письменник. 

## Творчість
Друкуватися почав 1928: в місцевій пресі стали з'являтися його нариси й оповідання.
Перша збірка оповідань «Істина минулих днів» (1931) — про тяжке минуле дореволюційної Калмикії. Повість «Булгкн» (1932) — про транічну долю жінки-калмички.
Басангов — основоположник калмицької драматургії. Автор сатиричної комедії «Чуче» (1938), драми «Зам'ян» (1939), п'єси-казки «Країна Бумба» (1940).
Переклав п'єсу Максима Горького «Останні».
Склав «Російсько-калмицький словник» (1940).
1972 в Елісті видано в російському перекладі книгу Басангова «Правда минулих літ».